# Joseph Muscat
Joseph Muscat (* 22. ledna 1974 Pietà) je maltský politik a v letech 2013–2020 předseda vlády Malty. Mezi roky 2008–2020 stál v čele Labouristické strany. V obou funkcích jej nahradil Robert Abela. V období 2004–2008 byl členem Evropského parlamentu. Na křeslo v něm rezignoval po zvolení za maltského vůdce opozice a následné kooptaci do národního jednokomorového parlamentu.
Po parlamentních volbách konaných v březnu 2013, v nichž se poprvé ucházel o důvěru voličů při volbě do nejvyššího zastupitelského orgánu Malty, sestavil jako lídr vítězné strany novou vládu a 11. března téhož roku jej prezident republiky George Abela jmenoval předsedou vlády.
V rámci politické orientace byl charkaterizován jako progresivní a liberální politik s příklonem k tržní ekonomice, stejně jako spojován s ekonomickým a sociálním liberalismem.
Muscat stál v čele labouristů během růstu strany a dosažení její dominance v maltské politice, při současném umenšení role Nacionalistické strany. Kladně hodnocen byl za snižování národního schodku, pokles nezaměstnanosti na historické minimum a vedení země během nevídaného období ekonomického růstu. Naopak kritika z levé i pravé části politického spektra směřovala na jeho politický oportunismus, nesplněné sliby týkající se životního prostředí a rozchodu s meritokracií. Rovněž tak byl obviňován z korupce. Pouliční protesty, které začaly v závěru listopadu 2019, požadovaly jeho rezignaci v souvislosti s vraždou novinářky Daphne Caruany Galiziové. V polovině ledna 2020 odstoupil z úřadů premiéra i předsedy strany.
Z manželství s Michelle Muscatovou (rozenou Tanti) má dvě dcery Etoile Ellu a Soleilu Sophii.

## Vzdělání

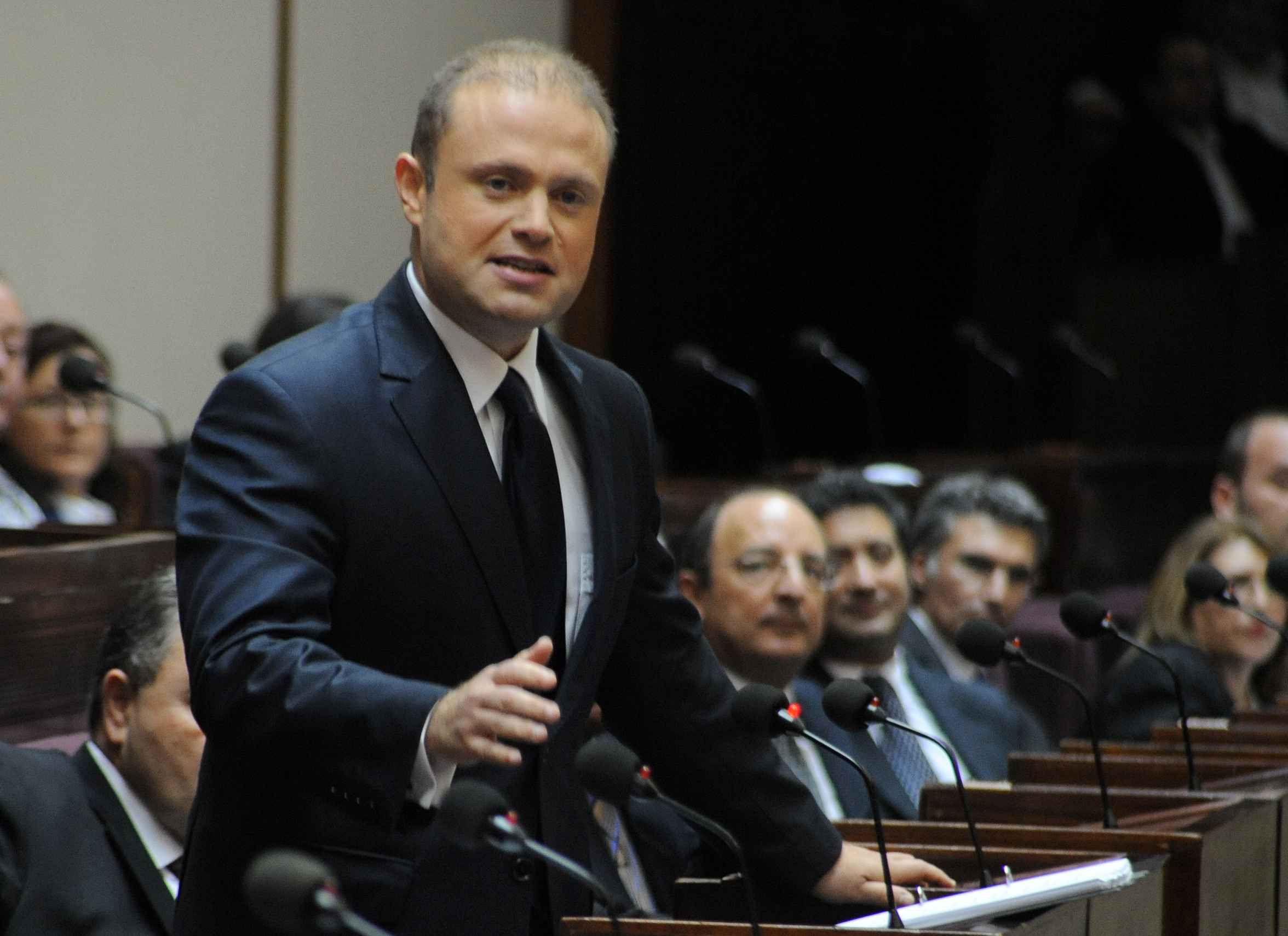
Muscat jako vůdce opozice při projevu v maltském parlamentu, 2011

Středoškolský stupeň studia absolvoval na maltské St Aloysius College. Následně pokračoval na Maltské univerzitě a jihoanglické Bristolské univerzitě. Bakalářský titul obdržel v oborech Obchodní management (1995) a Veřejná politika (Maltská univerzita, 1996). Titul Master of Arts pak získal v oboru Evropská studia (Maltská univerzita, 1997).
Postgraduální studium ukončil roku 2007 v oboru Výzkum řízení (Bristolská univerzita, Ph.D.) disertační prací na téma Fordismus, nadnárodní, malé a střední obchody na Maltě (Fordism, multinationals and SMEs in Malta).

## Žurnalistika
Jako novinář pracoval na stranické radiové stanici Super One Radio. Později přešel do televize Super One TV, kde se v roce 1996 stal zástupcem vedoucího redakce zpráv. V letech 2001–2004 působil jako editor stranických novin publikovaných na webu maltastar.com. Pravidelnými sloupky přispíval do maltských novin l-Orizzont a psal také do nezávislého deníku The Times of Malta, vydávaného v angličtině.